# 白江口之战
白江口之战，又称白村江之战、白村江海战，是大唐、新罗联军与日本、百济联军于公元663年在白江口（今韩国锦江入海口）发生的一次海战，战役最后以唐新联军的胜利，倭国撤军和百济国的灭亡而告终。

## 背景
公元660年之前，朝鲜半岛是高句丽、百济和新罗三国鼎立，史称朝鲜三国。三国之间的关系時友時敵。新罗最初与高句丽结盟以对付百济与倭国。随着高句丽的南下，新罗开始与百济结盟对付高句丽。新罗从百济手中夺取被高句丽占领的汉江流域后，疆土抵达黄海，开始与中国唐朝结盟对付百济和高句丽。公元643年，新罗传书说百济联合高句丽攻打新罗，请求唐朝援助。
公元645年，唐太宗乘高句丽的国内政变之机，亲率十万大军進高句丽，但没能攻滅高句丽，百济反而在唐军攻打高句丽期间又连夺新罗十数城。这时唐太宗駕崩，唐军遂从高句丽撤兵。唐高宗即位后，接到新罗的急报于是按照唐太宗的旧例，先向百济国王发出玺书，令其退还所夺新罗城池。百济见唐太宗攻打高句丽也不曾有什么实质性成果，因此继续联合高句丽出兵新罗，并于公元655年再夺新罗三十余城。在金仁问的协调下，唐朝与新罗最终达成了协议共同攻打百济，这样在事成之后唐朝便可以联合新罗，从南北两面夹击高句丽。最终唐高宗于显庆五年（公元660年），派左卫大将苏定方统水陆军共一万三千进攻百济以援救新羅。苏定方大军从成山（今山东荣成）由海路出发，攻打百济，船帆千里，随流东下。新罗武烈王闻讯即率军五千与唐军会师，显庆五年（660年）七月，百济被唐、新联军攻滅。苏定方留郎将刘仁愿等驻守百济王城，自押俘虏回国。

## 经过
百濟雖亡，但百濟將軍武王從子鬼室福信與浮屠道琛等人率部死守周留城，誓死抵抗唐軍。同時，鬼室福信為迎回以前赴日本為人質的王子扶餘豐回國即位，遣使去日本，同時向大和王权请求援助，並獻上戰爭中俘虜的唐軍百餘人，天皇將此百餘人安置在美濃國不破郡、片縣郡二地，這裏也就是今天位於本州中部的岐阜地區。
百濟的覆滅，對日本來說是極大損失。如果聽任百濟亡國，則日本将失去在朝鮮半島上的盟友。日本齊明天皇七年（661年）正月，以天皇親征的形式，發兵數萬援助百濟。齊明天皇領軍西行到九州，突然病逝於朝倉宮，太子中大兄回京素服稱制，是謂天智天皇。齊明天皇之死，並沒有動搖日本出兵百濟的決心。8月，另派安曇比羅夫等為前將軍，阿倍引田比羅夫等為後將軍，統帥全軍開赴百濟。9月，新天皇天智天皇派狹井檳榔等率軍五千護送王子扶餘豐回國，至百濟境，鬼室福信等前來迎入周留城，即王位。 
唐高宗在出兵百濟獲勝後，於龍朔元年（661年）4月，遣仁雅相、蘇定方率軍進攻高句麗。高句麗與鬼室福信聯合，共同抵抗唐軍。鬼室福信率軍曾一度圍困劉仁愿軍於百濟王城，但遭劉仁軌與新羅軍夾擊，被迫撤軍，遂解圍城之危。高句麗担忧鬼室福信兵敗，使本國遭南北夾擊，因而也遣使於662年3月赴日本求援，敦促日軍迅速開赴戰場，與唐軍作戰。決心參戰的日本朝廷，遂命令在百濟戰場的日軍立刻投入戰鬥。662年6月，日本前將軍上毛野稚子等率軍二萬七千人進攻新羅，佔領沙鼻歧、奴江二城，使新羅與唐軍的聯繫通道受到威脅。 
這時朝鮮半島形成南北兩個戰場。在北方戰場，高句麗與唐軍基本形成了對峙的局面，由於地形限制的緣故，唐軍的進展始終不大。而在南方戰場由於日軍的介入，戰爭形勢已經轉向日軍和百濟軍方面了。唐軍兵源在南方得不到補充，雖然唐軍與新羅的聯軍的還未遭到敗績，但整體上逐漸居於守勢。不久，百濟發生驟變，棟樑大將鬼室福信功高震主，不容於百濟王扶餘豐，以謀反之罪被殺，百濟國人心思變，戰力受到極大的削弱。 
663年8月初，日本援軍將至，百濟王豐率部分軍隊自周留城赴白江口（今韓國錦江）迎接。白江口係朝鮮半島上的熊津江入海處形成的一條支流白村江的入海口。周留城則有百濟軍及日軍聯合守衛。這時，唐右威衛將軍孫仁師率七千援軍與劉仁軌會師後，分兵兩路進攻周留城。劉仁愿、孫仁師以及新羅王金法敏統帥陸軍，從陸路進攻周留城。劉仁軌、杜爽率領唐水軍和新羅水軍從熊津進入白江口，溯江而上夾擊周留城。8月13日，劉仁愿所部進逼周留城週邊。而百濟軍則因鬼室福信之死，士氣極其低落，儘管有日軍相助，但還是難以抵抗唐軍的進攻。周留城周圍的城池逐一被唐軍攻克，百濟守軍相續投降。但周留城外的任存城地勢險要，為周留之扼口，有將軍克死用兵，唐軍圍攻一個月依舊不曾攻克，周留城因此得以暫時保全。 
在劉仁愿率軍向周留城進軍的同時，劉仁軌率唐和新羅海軍駛向白江口，企圖溯江北上進逼該城。當劉仁軌所率海軍駛抵白江口時，與先期前來的日本海軍相遇。“倭船千艘，停在白沙，百濟精騎，岸上守船”。劉仁軌立刻下令布陣，170艘戰船按命令列出戰鬥隊形，嚴陣以待。663年8月27日上午，日軍戰船首先發動攻勢，衝向唐軍水陣。由於唐軍船高艦坚利于防守，日軍船小不利於攻堅，雙方戰船一接觸，日本水军立刻處於劣勢，于是日軍指揮官下令戰船撤回本隊。次日，日本将领在与百济王商议后互相提议說：“我等爭先，彼當後退”，再度发起进攻。其指揮遂各領一隊戰船，爭先恐後地衝向早已列成陣勢的唐海軍。唐軍統帥見日軍軍旅不整，蜂擁而至，便指揮船隊變換陣形分為左右兩隊，將倭軍圍在陣中。日軍被圍，艦隻相互碰撞無法迴旋，士兵大亂。日軍大將朴市秦田來津雖然“仰天而誓，切齒而釁”，親手斬殺唐兵數十名，直至戰死，但亦無力挽回戰局。不過片刻之間，日軍戰敗，落水而死者不計其數。《新唐書》記載：此次海戰“四戰皆克，焚四百船，海水為丹。”百濟王先在岸上守衛，見日軍失利，与数人乘船逃去高句麗。 
唐軍在白江口得勝的消息傳到周留城，9月7日守城的百濟王子餘忠、勝忠等率守軍投降。百济境内的其他日军见周留城已降，大势已去无可奈何，便自周留城及其他地區撤離，集結於以禮城，最终於9月19日撤回日本。在白江口之戰中唐军击退了前来增援的日军，消滅日本在朝鮮半島的勢力，彻底灭亡百济国；另一方面，中国在五年之後攻滅高句麗，而新羅統一了大同江以南的朝鮮半島，唐羅兩國以大同江為界。

## 影响
日軍在白村江之战失敗后，天智天皇决定强化日本的国土防御。在对马和九州北部筑造水城防御唐军的进攻。并于濑户内海沿岸各地筑造朝鲜式的城堡进行防御。667年，又从难波迁都至内陆部的近江京。

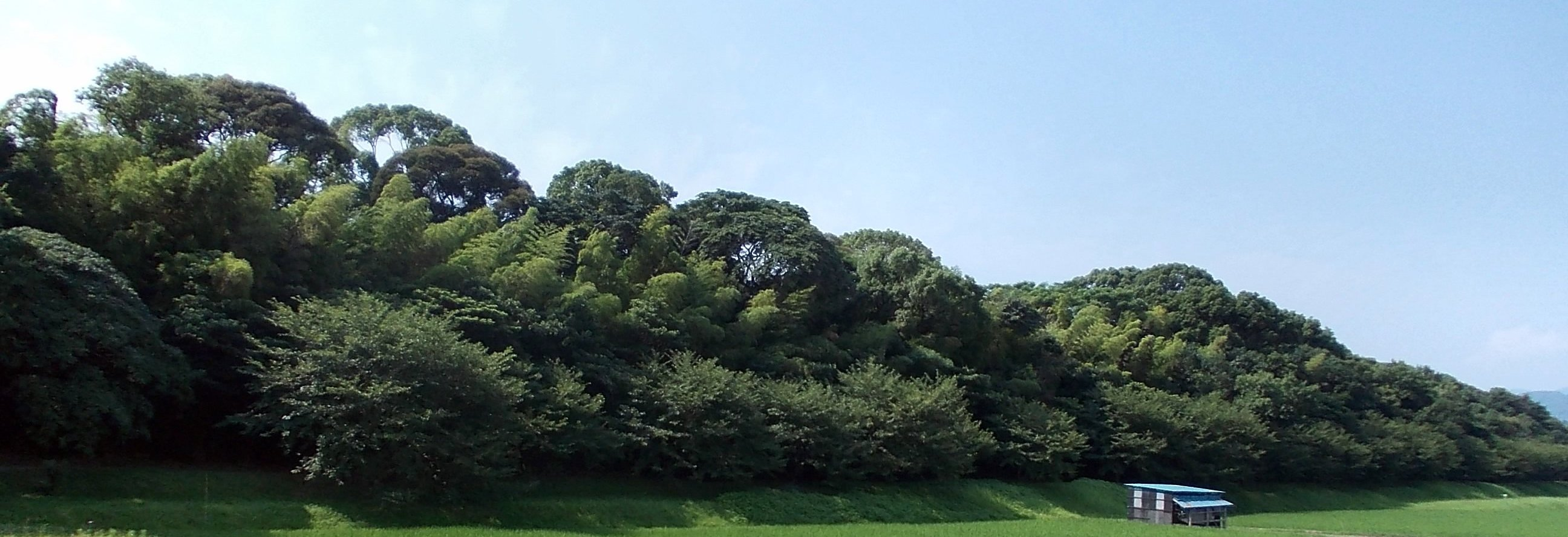
水城遗迹

倭國在百濟滅亡後，接納了許多來自百濟的難民，在此同時，唐跟倭國之間的對立增加了。受到這種影響，日本天智天皇制定了稱之為近江令的法令群，快速地重整了整個國家體制。到了天武天皇掌權時，其下令制定了飛鳥淨御原令以及律令法等，將日本快速的導向為律令制國家。
接著在701年時，由於大寶律令的制定，日本將國號從倭國改為日本。